# 行政改革實行本部
行政改革實行本部（日语：／ Gyōsei Kaikaku Jikkō honbu */?）是，野田改造內閣設置的機關。本部長是內閣總理大臣，本部長代理是副總理。2012年12月26日的第2次安倍內閣的閣議決定廢除了它。
為了在進行「社會保障和稅的一體改革」之前，實行政府的「穿身體的改革」設置。

## 設置根據
設置根據是閣議決定。

## 外部鏈結
- 行政改革實行本部 （页面存档备份，存于）